# 楊志館高等学校
楊志館高等学校（ようしかんこうとうがっこう）は、大分県大分市桜ヶ丘にある私立高等学校。設置者は学校法人後藤学園。旧校名は「大分桜丘高等学校」（おおいたさくらがおかこうとうがっこう）。

## 沿革
- 1947年（昭和22年）4月 - 後藤簿記・珠算塾開設。
- 1948年（昭和23年）4月 - 大分高等経理学校を設立。
- 1953年（昭和28年）3月 - 大分桜丘高等学校となる。
- 1958年（昭和33年）7月 - 大分実業高等学校に校名変更。
- 1978年（昭和53年）3月 - 大分桜丘高等学校に校名変更。
- 1996年（平成8年）4月 - 楊志館高等学校に校名変更。
- 2007年（平成19年）8月 - 野球部が第89回全国高等学校野球選手権大会に出場。

## 歴史
- 2007年 - 第89回全国高校野球選手権大会に初出場し、8強入り

## 設置学科
- 普通科
  - 進学
  - 医療事務コース
  - キャリアライセンスコース
  - 保育コース
- 福祉科
- 商業科
- 調理科
- 工業科

## 交通
- JR九州日豊本線 大分駅 徒歩7分

## 主な出身者
- 川口容資 - 元プロ野球選手
- 甲斐拓也 - プロ野球選手（読売ジャイアンツ）
- 松冨倫 - 元プロ野球選手
- 矢方美紀（転校） - アイドル（元SKE48）
- 中西里菜（中退） - アイドル（元AKB48）
- 小野晴香 - アイドル（元SKE48）
- ののこ - アイドル（DEAR KISS、元CHIMO）